# Плизиште
Плизи́ште (болг. Плъзище) — село в Софійській області Болгарії. Входить до складу общини Мирково.

## Населення
За даними перепису населення 2011 року у селі не проживало жодного мешканця.
Динаміка населення: